# Federația Română de Box
Federația Română de Box (FRB) este autoritatea care coordonează activitățile de box din România. Este afiliată la Asociația Internațională de Box (AIBA) și European Boxing Union (EUB). 

## Istoric
Boxul s-a desfășurat, în România, până în anul 1916, sub formă de demonstrații sau meciuri în circuri și restaurante. Unele informații arată, în mod contradictoriu, că prima demonstrație a unor boxeri străini ar fi avut loc la Câmpina în anul 1909. Mai mult, în anii 1905 și 1906, la societatea sportivă "Tirul", în cadrul unor festivități, au avut loc câteva meciuri de box, care în anul 1908 au fost urmate de demonstrația a doi pugiliști străini: irlandezul O'Mara și francezul Martuin.
În 1912, campionul mondial Jack Johnson, în trecere prin România, face o demonstrație la Circul "Sidoli", de antrenament și de box, cu unul dintre primii boxeri români, Jean Terzieff-Popovici, care a fost învins prin KO. Puțin mai târziu, boxerii autohtoni Preotescu și Pascu arată câteva demonstrații de box. Societatea "Tirul" angajează ca maestru de box un fost pugilist, Billy Kid Gordon. În 1914, se organizează la Ploiești demonstrații de scrimă și de box, în care profesorul Louis Blanc și unul dintre elevii săi de la Școala "Mănăstirea Dealu" au evoluat și "au produs emoții printre gentilele doamne și domnișoare din staluri" (Revista "Automobilă" - 1914). 
Reprezentanții boxului profesionist din România înființează în 1925 Federațiunea profesionistă de box, ce va fi oficializată pe 26 martie 1926, sub denumirea de Federația Română de box - profesionist, sub președinția lui Nicolae Niculescu-Ianca. Prima Adunare Generală a federației s-a desfășurat la 2 aprilie 1926, iar în același an federația s-a afiliat la International Box Union (IBU).